# 210182 Mazzini
210182 Mazzini este un asteroid din centura principală de asteroizi.

## Descriere
210182 Mazzini este un asteroid din centura principală de asteroizi. A fost descoperit pe 26 octombrie 2006 la Vallemare Borbona de Vincenzo Silvano Casulli. Asteroidul prezintă o orbită caracterizată de o semiaxă mare de 3,24 ua, o excentricitate de 0,01 și o înclinație de 13,8° în raport cu ecliptica.